# اچ‌ام‌اس زیلوس (آر۳۹)
اچ‌ام‌اس زیلوس (آر۳۹) (به انگلیسی: HMS Zealous (R39)) یک کشتی است که طول آن ۳۶۲٫۷ فوت (۱۱۰٫۶ متر) می‌باشد. این کشتی در سال ۱۹۴۴ ساخته شد.